# Kazimierz Burzyński

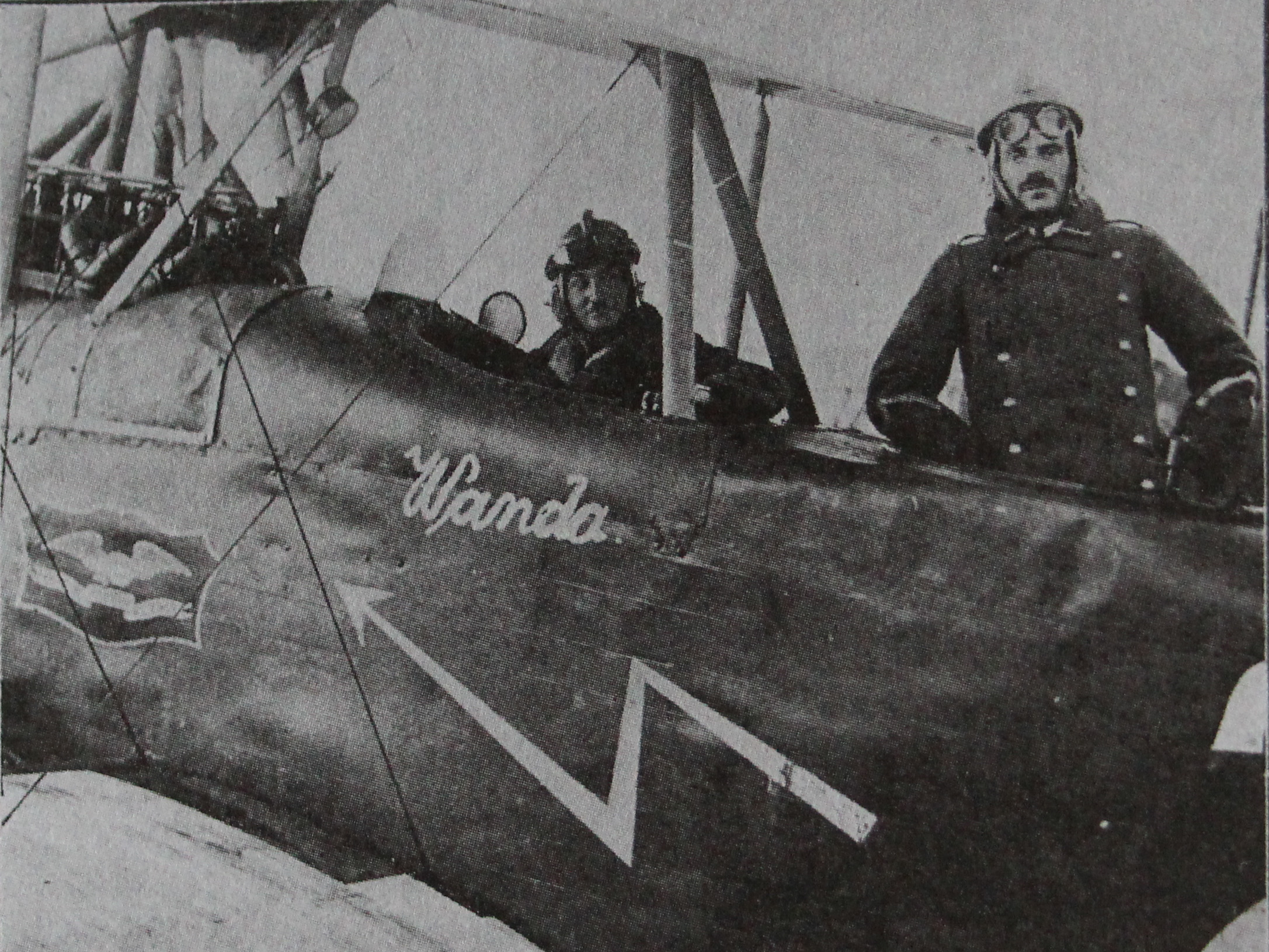
Lot bojowy d-cy 15 pułku ułanów płk Władysława Andersa z pilotem 12 eskadry wywiadowczej sierżantem Kazimierzem Burzyńskim

Kazimierz Burzyński (ur. 11 stycznia 1897 w Chełmcach, zm. 25 kwietnia 1944 w Montrealu) – kapitan pilot Wojska Polskiego, kawaler Orderu Virtuti Militari.

## Życiorys
Urodził się w rodzinie Jana i Marii z Piotrowskich. Chodził do szkoły powszechnej w Galicji, szkołę średnią ukończył w Gimnazjum oo. Jezuitów w Chyrowie. Dalszą edukację kontynuował w Szkole Rolniczej w Szamotułach oraz na wyższym kursie Szkoły Rolniczej w Inowrocławiu. Po wcieleniu do armii niemieckiej służył w następujących jednostkach: od 1 marca do 29 sierpnia 1916 w oddziale aeronautyki Balt. S. Legnica, od 29 sierpnia 1916 do 31 stycznia 1917 w 4 Oddziale Aeronautyki w Pile, od stycznia do lutego 1917 w 14 Oddziale Aeronautyki w Jamboli w Bułgarii, w czerwcu 1917 w 2 Oddziale Aeronautyki w Darmstadt, od czerwca do grudnia 1917 w oddziale balonów na uwięzi nr 73, od grudnia 1917 do kwietnia 1918 na Stacji Lotniczej Ławica. Od 25 kwietnia do 28 sierpnia 1918 szkolił się na pilota w Szkole Lotniczej w Fürstenwalde, a po jej ukończeniu ponownie skierowany został w dniach od 28 sierpnia do 11 listopada 1918 na doskonalenie lotnicze do Szkoły Lotniczej w Ławicy k. Poznania. Po wstąpieniu do odrodzonego Wojska Polskiego jako pilot, latał podczas walk na frontach ukraińskim i bolszewickim. Od 11 stycznia 1919 latał w składzie 12 eskadry wywiadowczej. W czerwcu 1921, w stopniu podporucznika, pełnił służbę w 13 eskadrze lotniczej należącej do 3 pułku lotniczego w Poznaniu.
8 stycznia 1924 został zatwierdzony w stopniu podporucznika ze starszeństwem z dniem 1 czerwca 1919 i 12. lokatą w korpusie oficerów rezerwy lotnictwa. Posiadał wówczas przydział w rezerwie do 3 pułku lotniczego. W 1934 roku pozostawał w ewidencji Powiatowej Komendy Uzupełnień Warszawa Miasto III. Posiadał przydział w rezerwie do 1 pułku lotniczego w Warszawie.
Od 1923 roku pracował jako pilot komunikacyjny, początkowo w Polskiej Linii Lotniczej „Aerolloyd” SA, w 1925 roku przemianowanej na „Aerolot”, a od 1928 roku, po połączeniu z „Aero”, w Polskich Liniach Lotniczych LOT. W roku 1936 jako pierwszy Polak osiągnął 1 milion przelecianych kilometrów (jako drugi w tym samym roku wyczyn ten osiągnął Klemens Długaszewski). Do wybuchu II wojny światowej wylatał łącznie około 1,4 mln kilometrów. Przed 1939 rokiem był szefem personelu latającego PLL „Lot”.
We wrześniu 1939 roku uczestniczył w ewakuacji polskiego lotnictwa cywilnego. Dostał się do Wielkiej Brytanii. Służył jako pilot transportowy, otrzymał numer służbowy RAF P-0015. Od 1941 roku latał w Royal Air Force (Atlantic Ferry Organisation – ATFERRO) przez Atlantyk z Kanady do Anglii, w 1944 roku w stopniu kapitana (a w lotnictwie brytyjskim – Flight Lieutnant). W czasie wojny przekroczył 2 miliony przelatanych kilometrów.
Zginął 25 kwietnia 1944 w katastrofie B-24 w Montrealu. Pilotowany przez niego samolot B-24 Liberator nr EW 148 rozbił się na terenie miasta Montreal, 6 minut po starcie, niszcząc 6 domów mieszkalnych. Zginęli wszyscy członkowie załogi oraz 10 mieszkańców. Został pochowany na Notre Dame Des Neiges Cemetery w Montrealu.

## Ordery i odznaczenia
- Krzyż Srebrny Orderu Wojskowego Virtuti Militari nr 2175 (8 kwietnia 1921)[14][15]
- Krzyż Kawalerski Orderu Odrodzenia Polski (12 lutego 1936)[16]
- Krzyż Walecznych (z okuciami)[4]
- Złoty Krzyż Zasługi z Mieczami[17]
- Medal Lotniczy (dwukrotnie)[17]
- Srebrny Krzyż Zasługi (6 lipca 1929)[18][3]
- Medal Pamiątkowy za Wojnę 1918–1921[3]
- Polowa Odznaka Pilota nr 94 (11 listopada 1928)[19]